# Amilcar Pégase
La Pégase è un'vettura di fascia alta prodotta dal 1934 al 1937 dalla casa francese Amilcar. 

## Storia
La Pégase era una vettura molto elegante che stilisticamente riprendeva quegli elementi che la moda aerodinamica del periodo imponeva. In effetti, ricordava molto le contemporanee Citroën Traction Avant, tra l'altro sue rivali dirette.
Anche la Pégase era proposta in più motorizzazioni, tutte commercializzate in contemporanea e per l'intero arco di produzione: la più bassa era un 4 cilindri in linea di origine Delahaye, da 2011 cm³ di cilindrata, ed in grado di erogare una potenza massima di circa 55 CV, e di spingere la vettura a 130 km/h circa di velocità massima. Il cambio era manuale a 4 marce.
La seconda motorizzazione era sempre a 4 cilindri, ma da 2120 cm³ di cilindrata. La potenza massima erogabile era in questo caso di 58 CV a 4000 giri/min e la velocità massima saliva di poco, fino a 135 km/h.
La terza e più grande motorizzazione proposta era ancora un 4 cilindri, ma da 2488 cm³. Stavolta, la potenza massima arrivava a circa 65 CV e la velocità massima sfiorava i 140 km/h.
Con queste tre motorizzazioni, la Pégase andava a riprendere l'eredità di due modelli precedenti: la versione con motore da 2 litri poteva infattiessere vista come sostituta della Type M4, che montava un motore da 1.7 litri, mentre la versione da 2.5 litri andava a proporsi come sostituta della sfortunata C8.
La produzione fu interrotta nel 1937.